# Uli König

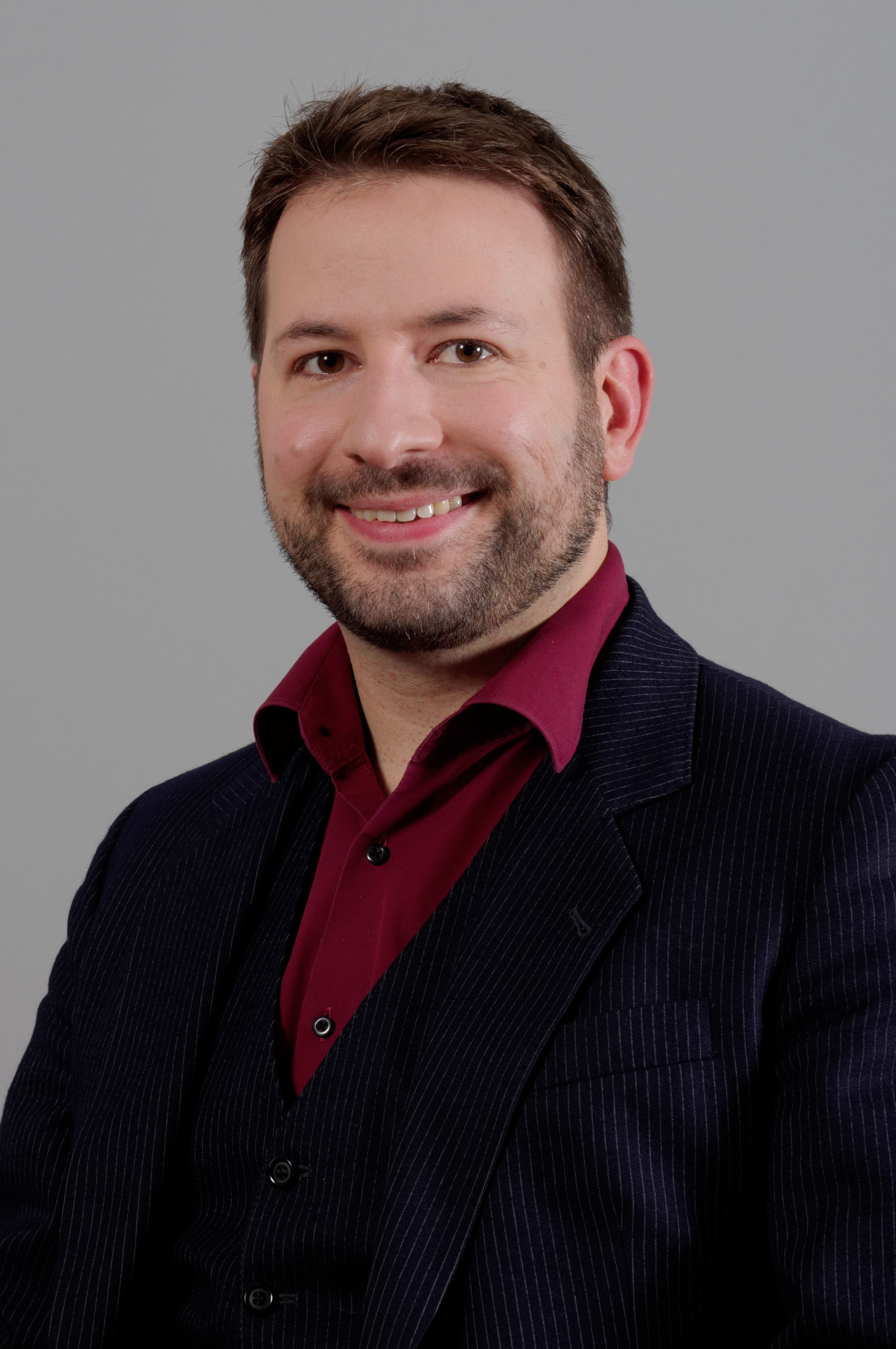
Uli König (2013)

Uli König (* 1981 bei Bad Oldesloe) ist ein deutscher Informatiker und Politiker der Piratenpartei Deutschland. Von 2012 bis 2017 war er Abgeordneter des Schleswig-Holsteinischen Landtages. Er war Parlamentarischer Geschäftsführer der Piratenfraktion im Schleswig-Holsteinischen Landtag und Vorsitzender des Petitionsausschusses.

## Biographie
Uli König ist Sohn einer Hebamme und eines Humanbiologen. Nach dem Abitur im Jahre 2001 und geleistetem Zivildienst begann er 2002 an der Universität zu Lübeck mit dem Studium der Informatik, das er 2010 mit dem Master-Abschluss beendete. Studiennebenfach war Medieninformatik. Von 2009 bis 2012 arbeitete König beim Unabhängigen Landeszentrum für Datenschutz Schleswig-Holstein.

## Politisches Engagement
Uli König trat der Piratenpartei im Gründungsjahr 2006 bei. Aus Sorge vor der Entstehung eines deutschen Überwachungsstaates sei er politisch aktiv geworden, schreibt er auf seiner Seite im Piraten-Wiki. Außerdem wendet er sich gegen die Kriminalisierung von breiten Bevölkerungsschichten durch das derzeit geltende Urheberrecht. 2007 war König Mitbegründer des Landesverbandes Schleswig-Holstein der Piraten, wurde Landesvorsitzender und blieb in diesem Amt bis 2010. Bei der Landtagswahl in Schleswig-Holstein 2012 am 6. Mai 2012 rangierte er auf dem dritten Listenplatz seiner Partei und wurde in den Schleswig-Holsteinischen Landtag gewählt. Seinen Job will er zunächst aufgeben, um im Landtag als Vollzeitpolitiker zu wirken. In seinem „Politischen Kompass“ ordnet sich Uli König leicht links der Mitte ein und eher als libertär als autoritär.

## Belege
- Profil im PIRATEN-Wiki
- Spiegel Online vom 4. März 2012

| Personendaten    | Personendaten                       |
| ---------------- | ----------------------------------- |
| NAME             | König, Uli                          |
| KURZBESCHREIBUNG | deutscher Politiker (Piratenpartei) |
| GEBURTSDATUM     | 1981                                |
| GEBURTSORT       | bei Bad Oldesloe                    |